# Orient (Schiff, 1879)
Die Orient war ein 1879 in Dienst gestelltes Passagierschiff der britischen Orient Steam Navigation Company und deren erster Neubau. Es stand auf der Strecke nach Australien im Einsatz und diente in ihrer Laufbahn mehrfach als Truppentransporter. 1910 wurde die Orient ausgemustert und in Genua abgewrackt.

## Geschichte
Die Orient entstand unter der Baunummer 224 in der Werft von John Elder & Company in Govan und lief am 5. Juni 1878 vom Stapel. Nach der Übergabe an die Orient Steam Navigation Company als erster Neubau der Reederei am 13. September 1879 nahm das Schiff am 1. November 1879 den Liniendienst von London nach Sydney auf und erzielte mit einer Reisedauer von 37 Tagen und 22 Stunden einen neuen Geschwindigkeitsrekord auf dieser Strecke. Zudem war es bei Indienststellung das größte Schiff im Dienst nach Australien.
1880 legte die Orient die Teilstrecke von Plymouth nach Kapstadt in 17 Tagen und 21 Stunden zurück. Dieser Geschwindigkeitsrekord blieb 10 Jahre lang ungebrochen. Seit 1881 konnte sie neben normaler Fracht auch Kühlwaren befördern, 1884 erhielt sie als erstes Schiff im Australien-Dienst elektrisches Licht. Bei einem Umbau im Jahr 1898 wurde das Schiff mit einer neuen Verbunddampfmaschine ausgestattet und erreichte nun eine Geschwindigkeit von 16,5 statt wie bisher 15 Knoten. Beim selben Umbau erhielt es optische Modernisierungen und besaß fortan unter anderem nur noch zwei Masten und einen Schornstein. Der Umbau erfolgte nach einem Brand in Melbourne 1895, bei dem das Schiff schwere Schäden erlitt und zum Löschen des Feuers im Hafenbecken versenkt wurde.
Im Verlauf ihrer Dienstzeit stand die Orient mehrfach als Truppentransporter im Einsatz: 1882 während des Anglo-Ägyptischen Kriegs sowie 1899 bis 1902 unter der Bezeichnung Transport No.24 im Zweiten Burenkrieg. Seit 1903 stand das Schiff wieder im Liniendienst nach Australien.
Die Orient blieb bis Januar 1910 im Einsatz und hatte mit über 30 Jahren eine recht lange Dienstzeit für ein Linienpassagierschiff. Nach ihrer Ausmusterung wurde sie am 11. Januar 1910 an eine Abwrackwerft in Genua verkauft, wo sie unter dem Überführungsnamen Oric zum Abbruch eintraf.